# Chapter 27 – Die Ermordung des John Lennon
Chapter 27 – Die Ermordung des John Lennon (Originaltitel: Chapter 27) ist ein US-amerikanisch-kanadischer Spielfilm von J. P. Schaefer aus dem Jahr 2007. Es basiert auf dem 1992 erschienenen Buch Let Me Take You Down von Jack Jones und handelt von Mark David Chapman, der den Musiker John Lennon am 8. Dezember 1980 in New York City erschoss. Die Hauptrolle spielt Jared Leto.

## Handlung
Der Film zeigt die unmittelbare Vorgeschichte des Mordes an John Lennon. Dazu wird konkret das Leben des Mörders Chapman in den letzten drei Tagen zuvor geschildert; wie er mit einem Flugzeug aus Hawaii kommt, zuerst in einer Herberge der YMCA wohnt und später in ein Hotel zieht. Die meiste Zeit verbringt er in der Nähe des Gebäudes, in dem Lennon wohnt.

## Kritiken
Dennis Harvey schrieb in der Zeitschrift Variety vom 28. Januar 2007, der Film sei schwerfällig, lethargisch und ärgerlich („the pic itself is heavy, lethargic, and exasperating“). Er erkläre nicht die Motivation des Protagonisten und sei in jeder Hinsicht uninspiriert („uninspired in all departments“). Sein Erfolg in den Kinos sei ähnlich wahrscheinlich wie eine Wiedervereinigung der Beatles im 21. Jahrhundert.

## Hintergründe
Der Film wurde in New York City gedreht. Seine Produktionskosten betrugen schätzungsweise fünf Millionen Kanadische Dollar.
Die Weltpremiere fand am 25. Januar 2007 auf dem Sundance Film Festival statt, dem einige weitere Filmfestivals folgten, so auch auf dem European Film Market im Rahmen der Berlinale 2007. Am 28. März 2008 lief er in ausgewählten US-Kinos an. In einigen Ländern wie Deutschland und Kanada wurde der Film direkt auf DVD veröffentlicht.
Für die Rolle als Mark David Chapman nahm Jared Leto 28 Kilogramm zu. Nach dem Ende der Dreharbeiten hungerte er sich, vor allem für seine Band 30 Seconds to Mars, dieses Übergewicht binnen kürzester Zeit wieder herunter. Diese Strapazen für seinen Körper hatten eine Erkrankung an Gicht zur Folge.

## Synchronisation
Die deutsche Synchronisation entstand unter der Leitung von Angelika Scharf in Hamburg.
| Rolle              | Darsteller           | Synchronsprecher |
| ------------------ | -------------------- | ---------------- |
| Mark David Chapman | Jared Leto           | Simon Jäger      |
| Jude               | Lindsay Lohan        | Maria Koschny    |
| Paul Goresh        | Judah Friedlander    | Christian Rudolf |
| John Lennon        | Mark Lindsay Chapman | Mark Bremer      |